# Suruwahá
Le suruwahá  (ou suruahá) est une langue arawane parlée dans le Sud-Ouest de l'État d'Amazonas au Brésil, entre les rivières Pretão et Kodoxoá, en Amazonie, par 140 Suruwahá. La population n'est en contact avec la société brésilienne que depuis le milieu des années 1980.

## Phonologie
Les tableaux présentent les phonèmes du suruwahá.

### Voyelles
|         | Antérieure | Centrale | Postérieure |
| ------- | ---------- | -------- | ----------- |
| Fermée  | i [i]      | ɨ [ɨ]    | u [u]       |
| Moyenne | e [e]      |          |             |
| Ouverte |            | a [a]    |             |

### Consonnes
|           |         | Bilabiale | Alvéolaire | Palatale | Vélaire | Glottale |
| --------- | ------- | --------- | ---------- | -------- | ------- | -------- |
| Occlusive | Sourde  |           | t [t]      |          | k [k]   |          |
| Occlusive | Sourde  | b [b]     | d [d]      |          | g [g]   |          |
| Fricative | Sourde  |           | s [s]      | ʃ [ʃ]    |         | h [h]    |
| Fricative | Sonore  |           | z [z]      |          |         |          |
| Nasale    | Nasale  | m [m]     | n [n]      |          |         |          |
| liquide   | liquide |           | r [r]      |          |         |          |